# Virgile Rossel
Virgile Rossel (Tramelan, 19 maart 1858 - Lausanne, 29 mei 1933) was een Zwitsers advocaat, hoogleraar en rector aan de Universiteit van Bern, schrijver en politicus uit het kanton Bern.

## Biografie

### Afkomst en opleiding
Virgile Rossel werd geboren als zoon van Julien Rossel, een landbouwer en burgemeester, en van Elise Vuilleumier. Hij was getrouwd met Hortense Houriet, de dochter van een notaris. Na zijn schooltijd in Porrentruy studeerde hij rechten in Leipzig, Straatsburg, Bern (waar hij in 1879 zou doctoreren) en Parijs.

### Jurist
In 1881 vestigde Rossel zich in Courtelary als advocaat. Van 1833 tot 1912 was hij buitengewoon hoogleraar Frans recht aan de Universiteit van Bern, waarvan hij in 1894 en 1908 rector was. Van 1912 tot 1932 zetelde hij als rechter in de tweede burgerlijke afdeling van het Bondshooggerechtshof van Zwitserland, waarvan hij van 1929 tot 1930 voorzitter was. Later zou ook zijn zoon Jean Rossel in het Bondshooggerechtshof zetelen.

### Politicus
Rossel was ook politiek actief. Zo was hij van 1883 tot 1884 Franstalig secretaris van de Bernse constituante en zetelde hij van 16 maart 1896 tot 1 maart 1912 in de Nationale Raad, waarvan hij van 6 december 1909 tot 5 december 1910 voorzitter was.
Rossel speelde een vooraanstaande rol bij de ontwikkeling en implementatie van belangrijke federale wetgeving in Zwitserland. Hij was gevoelig aan de nationale eenheid van het land en probeerde deze te versterken door het recht van de diverse kantons te harmoniseren. Zo publiceerde hij in 1886 de Manuel du droit civil de la Suisse romande en in 1892 de Manuel du droit fédéral des obligations. Later was hij als medewerker van Eugen Huber een van de voornaamste opstellers van het Zwitsers Burgerlijk Wetboek. Tijdens de parlementaire besprekingen van dit wetboek in 1907 was hij de Franstalige rapporteur. Samen met Fritz Henri Mentha schreef hij later de driedelige Manuel du droit civil suisse. Hij publiceerde tevens een geannoteerde versie van het Zwitsers Burgerlijk Wetboek en het Wetboek van Verbintenissen.

### Schrijver
Naast zijn activiteiten als jurist en als politicus bouwde Rossel ook een literaire carrière uit in diverse genres, waarmee hij een van de meest markante figuren uit de Romandische literatuur werd. Als historicus en criticus schreef hij in het bijzonder het werk Histoire du Jura bernois uit 1914 en het tweedelige Histoire littéraire de la Suisse romande uit de periode 1889-1891. Een ander belangrijk werk van zijn hand was Histoire de la littérature française hors de la France uit 1885. Daarnaast schreef hij een tiental dichtbundels, waarin hij veelvuldig Zwitserse onderwerpen betrok, alsook dertien romans en vier verhalen, die voornamelijk worden gekenmerkt door een ongemakkelijke weergave van politieke zeden. Hij was ook tekstschrijver, onder meer voor Joseph Bovet.

## Onderscheidingen
- Doctor honoris causa aan de Universiteit van Genève (1909)

## Werken
- (fr)  Histoire de la littérature française hors de la France, 1885.
- (fr)  Manuel du droit civil de la Suisse romande, 1886.
- (fr)  Histoire littéraire de la Suisse romande, 1889-1891.
- (fr)  Manuel du droit fédéral des obligations, 1892.
- (fr)  Manuel du droit civil suisse, 1910-1911, drie delen (samen met Fritz Henri Mentha).
- (fr)  Histoire du Jura bernois, 1914.